# From the Heart – Bonnie Tyler Greatest Hits
Bonnie Tyler 2007-es válogatásalbuma a Sony kiadásában, olyan ismert dalokkal, mint a Total Eclipse of the Heart, Lost in France vagy a Holding Out for a Hero, illetve a 2004-es és 2005-ös toplistás dalai. A kiadvány a brit és az új-zélandi eladási listán is helyet kapott, Írországban pedig második helyezett volt.

## Az albumról
Évente 3 vagy 4 válogatásalbum rendszerint megjelenik Bonnie Tylertől. 2007-ben év elején rögtön a Sony indította a sort a From The Heart - Greatest Hits kiadvánnyal, melynek érdekessége, hogy a hetvenes évektől egészen napjainkig tartalmaz dalokat, vagyis az énekesnő harmincéves pályafutásának legnagyobb slágereit tartalmazza.
A lemez első dala a Total Eclipse of the Heart, amit a Lost in France követ. Túlnyomórészt a hetvenes és a nyolcvanas években megjelent dalai váltják egymást. Az album felét elhagyva hallható a Making Love Out Of Nothing At All című dala eredeti, közel 8 perces verziója, ami 1995 óta mindössze 3 válogatásalbumán jelent meg az évi 3-4 válogatás közül. Eredeti, szintén közel 8 perces verzióban került fel a lemezre a Loving You’s a Dirty Job (But Somebody’s Gotta Do It) című duett is valamint a Faster Than The Speed Of Night (mindhárom Jim Steinman szerzemény) teljes hosszúságban hallható. 2002-es nagylemezének egy Beatles feldolgozása, az In My Life is hallható a prágai Filharmonikusok kíséretével, valamint a Louise című 2005-ös toplistás slágere. A záródal a Total Eclipse of the Heart 2004-es változata, ami duett Kareen Antonn énekesnővel. Az összhatást tekintve a 2001-es The Greatest Hits lemezhez hasonló album, de viszonylag friss slágerek is kerültek a korongra.

## Kritika
Allmusic: 
Ismét egy Bonnie Tyler válogatásalbum, már a sokadik. Számtalan válogatáslemeze jelent már meg a CBS, az RCA, a Hansa, a Camden vagy a Castle gondozásában, kisebb-nagyobb sikereel. Az újabb kiadvány, a From the Heart, ami bekerült a Top 30-ba. Jim Steinman legnagyobb slágerei csendülnek fel (Faster Than The Speed of Night, Total Eclipse of the Heart, Holding Out for a Hero, Loving You’s a Dirty Job (But Somebody’s Gotta Do It)) valamint a Shakin' Stevens-el közös sikerdal továbbá a szintén Steinman által komponált dal, a Making Love Out of Nothing at All. De az RCA-s időkből is megtalálhatóak a legjobb dalok (It’s A Heartache, Lost in France és a borzalmas mozifilm, a Married Man kellemes, címadó betétdala is, amik szintén felkerültek a 2001-es Greatest Hits kiadványra is. Ami újdonságnak számít.. az talán az If You Were a Woman című dal, valamint az egykori Beatles sláger, az In my Life és az igazi szenzáció, a Total Eclipse Of The Heart angol verziója mellett, bónuszként a sikeres francia verzió, a Sí Demain.

## Dalok
| #  | Dalcím                                                                                          | Zeneszerző                 | Producer      | Hossz |
| -- | ----------------------------------------------------------------------------------------------- | -------------------------- | ------------- | ----- |
| 1  | Total Eclipse of the Heart (Radio Version)                                                      | Jim Steinman               | Jim Steinman  | 4:25  |
| 2  | Lost in France                                                                                  | Scott/Wolfe                | Scott/Wolfe   | 3:50  |
| 3  | Faster Than The Speed Of Night (Album Version)                                                  | Jim Steinman               | Jim Steinman  | 6:45  |
| 4  | It’s A Heartache                                                                                | Scott/Wolfe                | Scott/Wolfe   | 3:30  |
| 5  | Have You Ever Seen the Rain?                                                                    | J. Fogerty                 | Jim Steinman  | 4:00  |
| 6  | Holding Out for a Hero (Album Version)                                                          | Jim Steinman               | Jim Steinman  | 5:50  |
| 7  | Loving You’s a Dirty Job (But Somebody’s Gotta Do It) [featuring Todd Rundgren] (Album Version) | Jim Steinman               | Jim Steinman  | 7:47  |
| 8  | A Rockin’ Good Way (featuring Shakin' Stevens)                                                  | Benton/Otis/Dejesus        | Brian Holland | 2:55  |
| 9  | In My Life (with The City of Prague Philharmonic Orchestra)                                     | Paul McCartney             | Matt Prior    | 2:59  |
| 10 | Making Love out of Nothing at All                                                               | Jim Steinman               | Jim Steinman  | 7:52  |
| 11 | The World Is Full of Married Man                                                                | Musker                     | Scott/Wolfe   | 4:00  |
| 12 | More Than a Lover                                                                               | Scott/Wolfe                | Scott/Wolfe   | 4:19  |
| 13 | If You Were a Woman                                                                             | Desmond Child              | Jim Steinman  | 5:15  |
| 14 | Streets of Little Italy                                                                         | R. Seidman                 | Desmond Child | 4:25  |
| 15 | You Won’t See Me Cry                                                                            | L. Morris P. Hopkins       | P.Hopkins     | 2:49  |
| 16 | Louise                                                                                          | P. D. Fitzgerald; B. Tyler | John Stage    | 3:45  |
| 17 | Sí Demain (Bonus Track) (featuring Kareen Antonn)                                               | Jim Steinman               | John Stage    | 3:50  |

## Toplistás helyezések
| Chart                       | Legjobb helyezés | Minősítés    |
| --------------------------- | ---------------- | ------------ |
| Írország                    | 2                | Platinalemez |
| Virgin Radio Download Chart | 17               |              |
| Új Zéland                   | 26               | Aranylemez   |
| UK                          | 31               | Ezüstlemez   |
| European Top 100            | 74               |              |
| Spanyolország 2007          | 76               |              |
| Spanyolország 2011          | 81               |              |
| Spanyolország 2013          | 90               |              |